# Army Men: World War
Army Men: World War (bản châu Âu gọi là Army Men: Operation Meltdown) là trò chơi điện tử thuộc thể loại bắn súng góc nhìn thứ ba (chiến thuật thời gian thực trong phiên bản Microsoft Windows) do The 3DO Company phát triển và phát hành cho PlayStation và Windows. Đây là phiên bản đầu tiên thuộc dòng World War của loạt game Army Men.

## Cốt truyện
Do một sự hiểu lầm đáng tiếc mà cả phe Green và Tan đều ngừng đàm phán hòa bình. Chẳng còn sự lựa chọn nào khác ngoài việc chuẩn bị cho một cuộc chiến tranh giữa hai bên. Vì vậy quân Green quyết định đánh chiếm bờ biển quê hương của phe Tan làm ưu thế, nhưng do hỏa lực địch quá mạnh nên chả mấy chốc họ đã bị đẩy lùi qua khu rừng rậm dày đặc, về sau còn phải lãnh trọng trách bảo vệ các thành phố bị tàn phá bởi bom đạn phe Tan. Trải qua những gian nan thử thách ban đầu của cuộc chiến đẫm máu, cuối cùng phe Green đã giành được chiến thắng quyết định khi tổng tấn công vào thủ đô của quân Tan, buộc họ phải đầu hàng vô điều kiện, chiến tranh hoàn toàn kết thúc.

## Lối chơi
Là phần đầu tiên của dòng World War. Người chơi chỉ đơn giản là dẫn dắt một nhóm lính nhựa phe Green chiến đấu chống lại kẻ thù quen thuộc là Tan xuyên suốt 16 nhiệm vụ bao gồm năm loại địa hình khác nhau. Do game chỉ tập trung vào phần chiến đấu trong thế giới nhựa, với hầu hết các nhiệm vụ được dựa trên chiến tranh thế giới thứ hai. Bản game PC bắt đầu với một cuộc đổ bộ kiểu D-Day sau đó có một số nhiệm vụ đều chịu ảnh hưởng từ những trận chiến nổi tiếng trong Thế chiến thứ hai, đơn cử như "A Bridge Too Far" (một cây cầu quá xa). Sự thử thách cuối cùng của trò chơi này là khi một nhóm lính do người chơi chỉ huy tiến vào thủ đô của phe Tan (giống như trận Berlin) và phá hủy Tòa nhà Thủ đô Tan. Đây là phiên bản duy nhất mà xe cộ khí tài có thể bị quân đối phương kiểm soát nếu bắt được. Người hâm mộ ví game này như một phiên bản gần gũi Army Men II về phần chơi mạng, với khả năng đánh cắp xe tăng địch được liệt kê như là một điểm cộng lớn cho phần chơi mạng. Một điều thú vị nữa đây là bản PC duy nhất trong sê-ri là không có nhân vật chính nào tên Sarge cả.

## Đón nhận
| Các điểm số đánh giá Xuất bản phẩm Điểm số PC PS AllGame [ 5 ] [ 6 ] CGW [ 7 ] Kh. sẵn có EGM Kh. sẵn có 2.5/10 [ 8 ] Game Informer Kh. sẵn có 2/10 [ 9 ] GameSpot Kh. sẵn có 5.8/10 [ 10 ] IGN 4/10 [ 11 ] 4.5/10 [ 12 ] OPM (Hoa Kỳ) Kh. sẵn có [ 13 ] Điểm số tổng gộp GameRankings 58% [ 14 ] 48% [ 15 ] |            |            |
| Các điểm số đánh giá |            |            |
| Xuất bản phẩm | Điểm số    | Điểm số    |
| Xuất bản phẩm | PC         | PS         |
| AllGame | [ 5 ]      | [ 6 ]      |
| CGW | [ 7 ]      | Kh. sẵn có |
| EGM | Kh. sẵn có | 2.5/10     |
| Game Informer | Kh. sẵn có | 2/10       |
| GameSpot | Kh. sẵn có | 5.8/10     |
| IGN | 4/10       | 4.5/10     |
| OPM (Hoa Kỳ) | Kh. sẵn có | [ 13 ]     |
| Điểm số tổng gộp |            |            |
| GameRankings | 58%        | 48%        |

Phiên bản PC nhận được nhiều đánh giá trái chiều, trong khi phiên bản PlayStation nhận được nhiều đánh giá không thuận lợi, theo trang web tổng hợp kết quả đánh giá GameRankings.